# Giuseppe Vicino
Giuseppe Vicino (Nápoles, 26 de fevereiro de 1993) é um remador italiano, medalhista olímpico.

## Carreira
Vicino competiu nos Jogos Olímpicos de 2016, no Rio de Janeiro, onde conquistou a medalha de bronze com a equipe da Itália do quatro sem.